# Kaspar Schwenckfeld
Kaspar Schwenckfeld von Ossig (Ossig, 1489 – Ulma, 10 dicembre 1561) è stato un teologo tedesco.

## Biografia
La sua vicinanza ad Andrea Carlostadio lo fece etichettare come sacramentario e fu per questo scacciato e perseguitato dai luterani della Slesia. 
Successivamente Schwenkfeld fondò la corrente spiritualista: secondo questa dottrina il redento è in grado di associarsi a Cristo e la comunità di tutti gli spiriti che credono in Dio costituisce la Chiesa.
Ispirandosi a Ulrico Zwingli ridusse l'eucaristia a mero atto simbolico. Nonostante l'inimicizia dei luterani riuscì a raccogliere intorno a sé gruppi di seguaci; alcuni di questi, emigrati nel 1734 in Pennsylvania, vi fondarono la Chiesa Schwenckfeldiana.